# کولنبروک با پویل
کولنبروک با پویل (به انگلیسی: Colnbrook with Poyle) یک محله مدنی در بریتانیا است که در اسلاو، انگلستان واقع شده‌است. کولنبروک با پویل ۶٬۱۵۷ نفر جمعیت دارد.